# John Stillwell
Pour les articles homonymes, voir Stillwell.
John Colin Stillwell, né le 12 août 1942 à Melbourne, est un mathématicien et historien des mathématiques australien.

## Biographie
Stillwell a passé son M.A. à l'université de Melbourne en 1965 et, en 1970 au Massachusetts Institute of Technology, un Ph.D. dirigé par Hartley Rogers Jr. et intitulé Reducibility in Generalized Recursion Theory. Il a enseigné à partir de 1970 à l'université Monash à Melbourne. Depuis 2002, il est professeur à l'université de San Francisco. 
Stillwell est connu pour plusieurs manuels et divers articles, dans lesquels il transmet des mathématiques par une approche historique, en particulier pour Mathematics and Its History. En 2005, il a reçu le prix Chauvenet pour The Story of the 120 cell. Il a aussi traduit des ouvrages classiques, entre autres de Richard Dedekind, Henri Poincaré, Peter Gustav Lejeune Dirichlet et Max Dehn.
Il a travaillé en outre en théorie combinatoire des groupes et ses applications géométriques.
Stillwell a été orateur invité au Congrès international des mathématiciens de 1994 à Zurich, avec une conférence intitulée Number theory as a core mathematical discipline.

## Sélection de publications
- (en) Classical Topology and Combinatorial Group Theory, Springer, coll. « GTM », 1995, 2e éd. (1re éd. 1980), 334 p. (ISBN 0-387-97970-0, lire en ligne)
- (en) Mathematics and Its History [détail des éditions]
- (en) Geometry of Surfaces, New York/Berlin/Paris etc., Springer, coll. « Universitext », 1992, 216 p. (ISBN 3-540-97743-0)
- (en) Elements of Algebra : Geometry, Numbers, Equations, Berlin/New York, Springer, 1994, 2001, 181 p. (ISBN 0-387-94290-4, lire en ligne)
- (en) Numbers and Geometry, New York/Berlin, Springer, 1998, 339 p. (ISBN 0-387-98289-2, lire en ligne)
- (en) « The Story of the 120 cell », Notices of the AMS, vol. 48,‎ janvier 2001, p. 17-24 (lire en ligne)
- (en) (avec Abe Shenitzer), Mathematical Evolutions, MAA, 2002 (ISBN 0-88385-536-4)
- (en) Elements of Number Theory, Springer, 2003, 256 p. (ISBN 0-387-95587-9, lire en ligne)
- (en) The Four Pillars of Geometry, New York, Springer, coll. « Undergraduate Texts in Mathematics », 2005, 227 p. (ISBN 0-387-25530-3, lire en ligne)
- (en) Yearning for the Impossible : The Surprising Truths of Mathematics, A K Peters, 2006, 244 p. (ISBN 1-56881-254-X)
- (en) Naive Lie Theory, Springer, coll. « Undergraduate Texts in Mathematics », 2008, 217 p. (ISBN 978-0-387-78214-0)
- (en) Roads to Infinity : the mathematics of truth and proof, A K Peters, 2010, 203 p. (ISBN 978-1-56881-466-7)